# Prolonging the Magic
Prolonging the Magic är ett musikalbum från 1998 av den amerikanska rockgruppen Cake.

## Låtlista
Samtliga låtar skrivna av John McCrea, om annat inte anges.
1. "Satan Is My Motor" (John McCrea/Gabriel Nelson/Tyler Pope) - 3:12
2. "Mexico" - 3:26
3. "Never There" - 2:44
4. "Guitar" - 3:40
5. "You Turn the Screws" - 4:13
6. "Walk on By" - 3:48
7. "Sheep Go to Hell" - 4:44
8. "When You Sleep" - 3:58
9. "Hem of Your Garment" - 3:43
10. "Alpha Beta Parking Lot" (Vincent De Fiore/John McCrea) - 3:30
11. "Let Me Go" (Jim Campilongo/John McCrea) - 3:56
12. "Cool Blue Reason" - 3:27
13. "Where Would I Be?" (John McCrea/Gabriel Nelson/Joe Snook) - 3:52